# هانا دونوفسکا
هانا دونوفسکا (لهستانی: Hanna Dunowska؛ زادهٔ ۱۸ دسامبر ۱۹۵۸- درگذشته ۱ اوت ۲۰۱۹) بازیگر و مجری اهل لهستان است.
از فیلم‌ها یا مجموعه‌های تلویزیونی که وی در آن‌ها نقش داشته‌است، می‌توان به خون بی‌گناه، صفر-هفت، به‌گوشم، ۳۹ و نیم، دوستان، قانون حقیقی، رنگ‌های خوشبختی، کارآگاهان جنایی، عشق اول، در خوشی و سختی، دست‌نیافتنی، خوک‌ها و پایانی نیست اشاره نمود.